# أبو القاسم الحفناوي
أبو القاسم الحفناوي (1269-1360 هـ/1852-1943م) هو مفتي المالكية بالديار الجزائرية، ولد بقرية الديس سنة 1269 هـ/ 1852م، تعلم على يد والده بمسقط رأسه ثم توجه إلى زاوية طولقة، ثم زاوية ابن أبي داود وأكمل تعليمه العالي بزاوية الهامل وفق الطريقة الرحمانية، توجه إلى العاصمة سنة 1301 هـ/ 1883م. تولى الكتابة بجريدة المبشر إلى أن توقفت سنة 1344 هـ/ 1927م، كما تولى التدريس بالجامع الكبير بالعاصمة منذ سنة 1315 هـ/ 1897م، عين للفتوى سنة 1927، كان واسع المعارف جماعا للكتب والوثائق، وهو صاحب الكتاب الشهير تعريف الخلف برجال السلف, وعدة رسائل، توفي بمسقط رأسه يوم 21 ذي الحجة 1360 هـ/ 1943م.
أخذ عنه طلبة زاوية الهامل علوم القوم ومؤلفات الأكبر محي الدين بن عربي خاصة, لشغفه بها كثيرا، وهو الذي حثّهم على كلام القوم في التصوف.

## مواضيع ذات صلة
- المرجعية الدينية الجزائرية